# Chiesa di Santa Croce (Rovereto)
La chiesa di Santa Croce è una chiesa di Rovereto del XX secolo, posta su via Benacense 21.

## Storia
Sino al 1915 esisteva a Rovereto un'altra chiesa di Santa Croce, che apparteneva al monastero di Santa Croce e che sorgeva a breve distanza da quella odierna, esattamente sull'area utilizzata per un impianto sportivo chiamato Pra delle Moneghe.
La nuova chiesa di Santa Croce è stata edificata a partire dal 1956 su progetto dell'architetto Giovanni Tiella, sepolto nel cimitero accanto alla chiesa.

### Consacrazione
La consacrazione avvenne il 1º ottobre 1989, come testimonia una lapide posta sulla parete esterna dell'edificio religioso, e fu officiata dall'arcivescovo Giovanni Maria Sartori.

## Descrizione

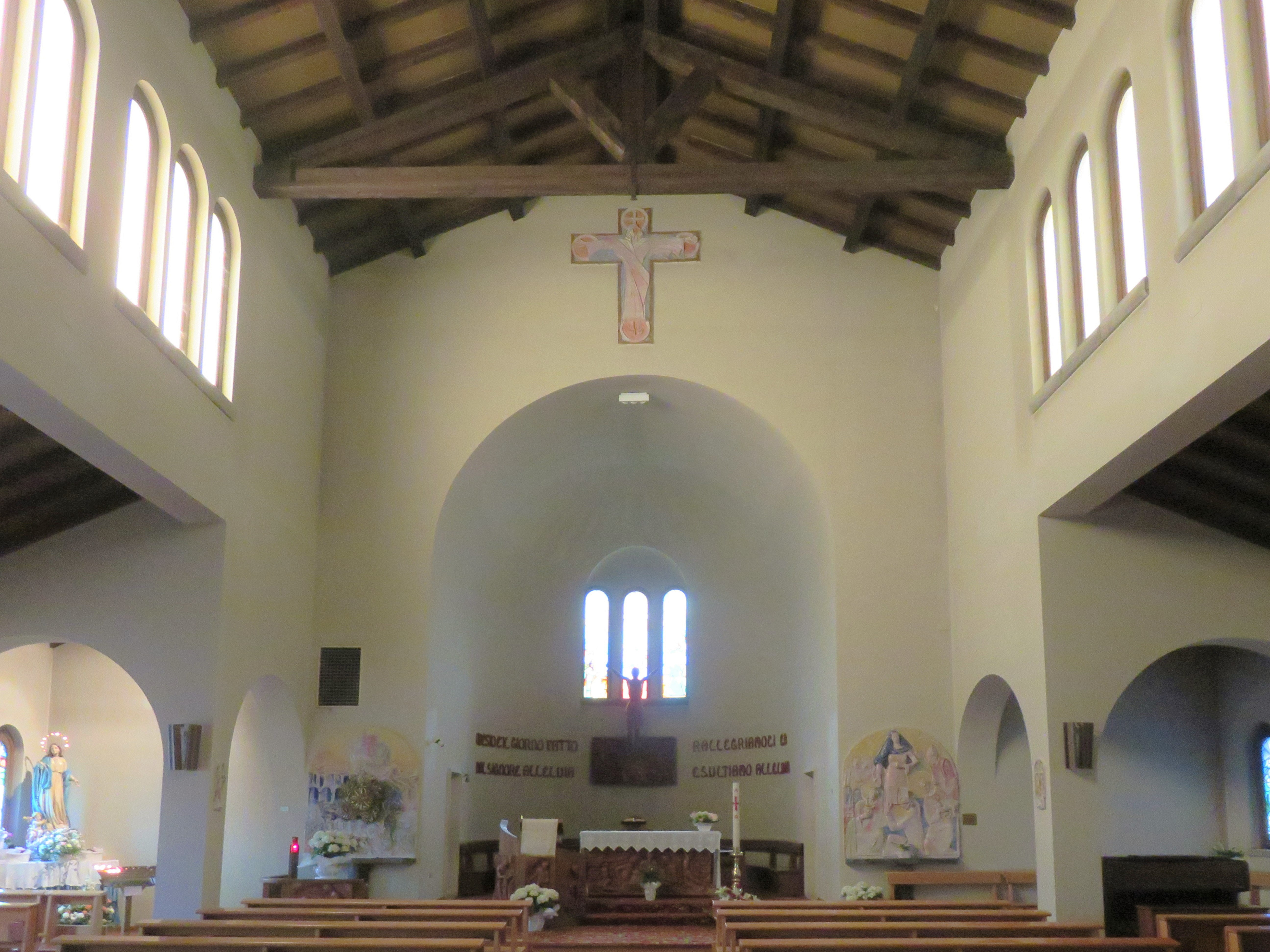
Interno della chiesa di Santa Croce

L'edificio è moderno. La facciata presenta semplici arcate ornamentali, e la centrale contiene il portale di accesso. Costruzione è a capanna.
La parte absidale è semplice e lineare. 
Il campanile ha forma di torre quadrata e la cella campanaria è racchiusa da bifore.
L'interno della chiesa non è suddiviso ma raccolto in un ambiente unico. Il soffitto mostra capriate e travature a vista.

## Parrocchia
La chiesa di Santa Croce dal 1º gennaio 2003 non è più indipendente ma è stata incorporata nella parrocchia di Santa Maria. Il cimitero parrocchiale è quello di Santa Maria, accanto al quale è stata edificata la chiesa stessa.